# سغركن (غافروبارمون)
سغرکن (بالفارسية: سگرکن) هي قرية تقع في إيران في هرمزغان. يقدر عدد سكانها بـ 219 نسمة بحسب إحصاء 2016.